# Angelo Maria Rivato
Angelo Maria Rivato SJ (* 3. Dezember 1924 in San Giovanni Ilarione; † 20. August 2011 in Val d’Illasi) war ein italienischer Ordensgeistlicher, Missionar und römisch-katholischer Bischof von Ponta de Pedras in Brasilien.

## Leben
Angelo Maria Rivato studierte Philosophie und Theologie am Priesterseminar von Vicenza und empfing am 29. Juni 1951 das Sakrament der Priesterweihe für das Bistum Vicenza. Er trat 1951 der Ordensgemeinschaft der Jesuiten bei und war Vikar und Pfarrkooperator in Vincenza. 1960 wurde er Missionar in Belém, Brasilien; er engagierte sich für die Fokolarbewegung. 1964 wurde er Generalvikar im Erzbistum Belém do Pará.
Papst Paul VI. ernannte ihn am 29. April 1965 zum ersten Prälaten der Territorialprälatur Ponta de Pedras auf der Insel Marajó im Mündungsbereich des Amazonas und am 13. Juni 1967 zum Titularbischof von Germania in Numidia. Der Apostolische Nuntius in Brasilien, Erzbischof Sebastiano Baggio, spendete ihm am 6. August desselben Jahres die Bischofsweihe; Mitkonsekratoren waren Alberto Gaudêncio Ramos, Erzbischof von Belém do Pará, und Giuseppe Maritano PIME, Prälat von Macapá. Sein bischöflicher Wahlspruch war Ubi Caritas Ibi Deus („Wo die Liebe ist, da ist Gott“). Er war Konzilsvater der vierten und letzten Sitzungsperiode des Zweiten Vatikanischen Konzils vom 14. September bis 8. Dezember 1965.
Am 26. Mai 1978 verzichtete er im Zuge der neuen Vergaberichtlinien der römischen Kurie auf seinen Titularbischofssitz. Mit der Erhebung der Territorialprälatur zum Bistum ernannte ihn Papst Johannes Paul II. am 16. Oktober 1979 zum ersten Diözesanbischof von Ponta de Pedras. 
Am 16. Januar 2002 nahm Papst Johannes Paul II. seinen altersbedingten Rücktritt an. Er lebte seit 2009 im italienischen Gallarate und starb an den Folgen eines Schlaganfalls.